# Güldene Freiheit
Die Güldene Freiheit war ein Privileg aus dem Jahr 1168, mit dem Kaiser  Friedrich Barbarossa Bischof Herold von Würzburg in seinen herzoglichen Rechten bestätigte. Die Würzburger Bischöfe verwendeten später den Titel Herzog zu Franken, um anzudeuten, dass es sich nicht um ein territorial geschlossenes Herzogtum handelte.

## Entstehung der Urkunde und ihres Namens
Die berühmte Urkunde entstand auf dem Reichstag in Würzburg am 10. Juli 1168. Verfasser war der Würzburger Experte Wortwin.
Die Zweitschrift der Urkunde wurde mit einem goldenen Siegel versehen, woher die Bezeichnung Güldene Freiheit rührt. Diese Bezeichnung des Privilegs und der Urkunde ist durch die Würzburger Bischofs-Chronik des Lorenz Fries seit dem 16. Jahrhundert überliefert.

## Gerichtshoheit und weitere Regelungen
Die Urkunde berief sich auf alte Rechte, die aus der Zeit Karls des Großen herrührten. Auf die von Heinrich II. von Stühlingen, dem Vorgänger Herolds, gefälschten Urkunden, die die Ansprüche Würzburgs noch bekräftigen sollten, wurde kaum eingegangen.
Die Rechte, die dem Bistum bestätigt wurden, bestanden vor allem in der Gerichtsbarkeit. Sie erstreckte sich auf das Bistum und weitestgehend auch auf die darin befindlichen Grafschaften. Zentgerichte und Zentgrafen durften nur mit Zustimmung des Bischofs errichtet werden. Damit endete die Arbeit der Hochstiftsvogtei der Grafen von Henneberg, die dieses Burggrafenamt seit 1103 bekleideten.
Daneben untersagte diese Urkunde, die vom Kaiser zerstörten Burgen Bramberg bei Haßfurt und Burg Frankenberg bei Amorbach wieder aufzubauen, da von diesen ausgehend der Landfrieden gestört worden sei. Dies wurde als deutliches Zeichen der Unterstützung des Kaisers für den Würzburger Bischof gegen den aufstrebenden Adel gewertet. Tatsächlich beschränkte der Kaiser aber auch den Würzburger Bischof, indem er zur gleichen Zeit die Herren von Dürn als Klostervögte von Amorbach einsetzte, die ihre Burg Wildenberg nur wenige Kilometer westlich der Burg Frankenberg erbauten und somit den Bischof erneut blockierten.

## Beurteilung
Für den Würzburger Bischof blieb das Ergebnis trotz der Errungenschaften hinter den Erwartungen zurück. Der Titel eines „Herzogs von Franken“ sollte eine Vormachtstellung für den fränkischen Raum bedeuten und über die eigenen Grenzen hinaus Anrechte erbringen. Dem Titel kam damit nach wie vor eine eher symbolische Bedeutung zu. Für den Kaiser bedeutete die Urkunde ein weiteres Glied seiner Reichspolitik der Auflösung alter Stammesherzogtümer und der Gründung neuer territorialer Herzogtümer.